# جو رایلی
جو رایلی یک بازیکن فوتبال اهل انگلستان است که در فایلد بازی میکند.این بازیکن سابقه بازی در شفیلد یونایتد را نیز دارد.